# 21962 Scottsandford
21962 Scottsandford (1999 VS203) là một tiểu hành tinh vành đai chính.